# Quận của tỉnh Calvados
4 quận của tỉnh Calvados gồm:
1. Quận Bayeux, (quận lỵ: Bayeux) với 6 tổng và 126 xã. Dân số của quận này là 62.280 người năm 1990, 63.022 người năm 1999, tăng trưởng dân số là 1.19%.
2. Quận Caen, (tỉnh lỵ của tỉnh Calvados: Caen) với 24 tổng và 287 xã. Dân số của quận này là 366.169 người năm 1990, và 389.973 người năm 1999, tăng trưởng dân số là 6.5%.
3. Quận Lisieux, (quận lỵ: Lisieux) với 13 tổng và 204 xã. Dân số của quận này là 136.081 người năm 1990, và 140.504 người năm 1999, tăng trưởng dân số là 3.25%.
4. Quận Vire, (quận lỵ: Vire) với 6 tổng và 88 xã. Dân số của quận này là 53.948 người năm 1990, và 54.886 người năm 1999, tăng trưởng dân số là 1.74%.